# Lucas Lavagnino
Lucas Ignacio Lavagnino (Palermo, Buenos Aires; 22 de agosto de 2004) es un futbolista argentino que juega como arquero en C. A. Independiente de la Primera División de Argentina.

## Trayectoria

### River Plate
Se inició en Club Leloir de San Miguel (provincia de Buenos Aires), estuvo en Argentinos Juniors y finalmente arribó a River Plate. En 2023 tuvo su primera pretemporada con el primer equipo y firmó contrato con el club hasta el 31 de diciembre de 2025. Actualmente es el tercer arquero de la Primera del club. Posteriormente, en julio fue convocado por el primer equipo (conducido por Martín Demichelis) para disputar la fecha 26 de la Liga Profesional 2023 frente a Rosario Central en el Gigante de Arroyito.

## Selección nacional
A mediados del mismo año fue parte de la selección nacional sub-20 dirigida por Javier Mascherano en la Copa Mundial Sub-20 de la FIFA Argentina 2023. En dicho certamen, Argentina llegó a octavos de final y Lucas fue el arquero suplente del equipo.

## Estadísticas

### Clubes
| Club | Div.                | Temporada           | Liga | Liga | Liga | Copas Nacionales (1) | Copas Nacionales (1) | Copas Nacionales (1) | Copas Internacionales (2) | Copas Internacionales (2) | Copas Internacionales (2) | Total | Total | Total |
| Club | Div.                | Temporada           | PJ   | GR   | VI   | PJ                   | GR                   | VI                   | PJ                        | GR                        | VI                        | PJ    | GR    | VI    |
| --- | ------------------- | ------------------- | ---- | ---- | ---- | -------------------- | -------------------- | -------------------- | ------------------------- | ------------------------- | ------------------------- | ----- | ----- | ----- |
| Independiente Argentina |                     |                     |      |      |      |                      |                      |                      |                           |                           |                           |       |       |       |
| 1.ª | 2025                | 0                   | 0    | 0    | 0    | 0                    | 0                    | 0                    | 0                         | 0                         | 0                         | 0     | 0     |       |
| Total club | Total club          | 0                   | 0    | 0    | 0    | 0                    | 0                    | 0                    | 0                         | 0                         | 0                         | 0     | 0     |       |
| Total en su carrera | Total en su carrera | Total en su carrera | 0    | 0    | 0    | 0                    | 0                    | 0                    | 0                         | 0                         | 0                         | 0     | 0     | 0     |
| (1) Las copas nacionales se refiere a la Copa Argentina y el Trofeo de Campeones. (2) Las copas internacionales se refiere a la Copa Libertadores y la Copa Sudamericana. (3) Media de goles por encuentro. No incluye goles en partidos amistosos. |                     |                     |      |      |      |                      |                      |                      |                           |                           |                           |       |       |       |

## Palmarés

### Campeonatos nacionales
| Título              | Club              | País      | Año  |
| ------------------- | ----------------- | --------- | ---- |
| Primera División    | C. A. River Plate | Argentina | 2023 |
| Trofeo de Campeones | C. A. River Plate | Argentina | 2023 |